# Esfero (filósofo)
Esfero (en griego antiguo: Σφαῖρος Sphaerus, ca. 285 a. C.-ca. 210 a. C.), conocido como Bosforano (Βοσποριανός) fue un filósofo estoico. Nacido posiblemente en el Bósforo o en Borístenes, estudió bajo las directrices de Zenón de Citio y más tarde con Cleantes.
Viajó a Alejandría durante el reinado de los dos primeros ptolomeos y disfrutó de gran reputación entre los estoicos por la exactitud de sus definiciones.

## Obra
Diógenes Laercio nombra como obras suyas los siguientes tratados:
1. Sobre el universo (Περὶ κόσμου, dos libros)
2. Sobre la semiente (Περὶ στοιχείων σπέρματος)
3. Sobre el azar (Περὶ τὺχης)
4. Sobre los mínimos (Περὶ ἐλαχίστων)
5. Contra los átomos y las imágenes (Πρὸς τὰς ἀτόμους καὶ τὰ ἔδωλα)
6. Sobre los órganos de la sensación (Περὶ αἰσθητηρίων)
7. Sobre Heráclito (Περὶ Ἡρακλειτου έ δίατρίβῶν, cinco conversaciones)
8. Sobre la disposición moral (Περὶ τῆς ἠθικῆς διατάξεως)
9. Sobre el deber (Περὶ καθήκοντος)
10. Sobre el impulso (Περὶ ὁρμῆς)
11. Sobre las pasiones (Περὶ παθῶν, dos libros)
12. Sobre la monarquía (Περὶ βασιλείας)
13. Sobre el régimen lacedemonio (Περὶ Λακωνικῆς πολιτείας)
14. Sobre Licurgo y Sócrates (Περὶ Λυκούργου καὶ Σωκράτους)
15. Sobre la ley (Περὶ νόμου)
16. Sobre la adivinación (Περὶ μαντικῆς)
17. Diálogos de amor (Διάλογοι ἐρωτίκοί)
18. Sobre los filósofos de Eretria (Περὶ τῶν Ἐρετριακῶν φιλοσόφων)
19. Sobre los parecidos (Περὶ ὁμοίων)
20. Sobre las definiciones (Περὶ ὅρων)
21. Sobre la costumbre (Περὶ ἕξεως)
22. Sobre las contradicciones (Περὶ τῶν ἀντιλεγομένων, tres libros)
23. Sobre la razón (Περὶ λόγου)
24. Sobre la riqueza (Περὶ πλούτου)
25. Sobre la opinión (Περὶ δόξης)
26. Sobre la muerte (Περὶ θανάτου)
27. Arte de la dialéctica (Τέχνη διαλεκτική, dos libros)
28. Sobre los predicados (Περὶ κατηγορημάτων)
29. Sobre los términos ambiguos (Περὶ ἀμφιβολιῶν)
30. Epístolas